# Petrópolis (Porto Alegre)
Petrópolis es un barrio de clase alta de la ciudad de Porto Alegre, Brasil. Fue creado por la Ley 2,022 del 7 de diciembre de 1959.